# 比拉什夫 (科韋利區)
51°6′36″N 24°43′19″E / 51.11000°N 24.72194°E
比拉什夫（烏克蘭語：Білашів），是烏克蘭的村落，位於該國西部沃倫州，由科韋利區負責管轄，始建於1583年，面積0.32平方公里，海拔高度185米，2001年人口493，人口密度每平方公里1,565.08人。